# Радиоиммунный анализ
Радиоиммунный анализ (сокр. РИА; англ. Radioimmunoassay, RIA), также называемый радиоиммунологическим или изотопным иммунологическим анализом — метод количественного определения биологически активных веществ в биологических жидкостях, основанный на конкурентном связывании искомых стабильных и аналогичных им меченных радионуклидом веществ со специфическими связывающими системами, с последующей детекцией на специальных счётчиках — радиоспектрометрах.
Впервые метод был разработан Соломоном Берсоном и Розалин Сасмен Ялоу в 1950-х годах. С помощью этого метода они изучали клиренс инсулина у больных диабетом. Р. Ялоу получила за это Нобелевскую премию в 1977 году.
Для метки антител или антигенов чаще всего используется изотоп йода 125I, который имеет период полураспада 60 дней и высокую удельную радиоактивность.